# Louis Delvaux
Louis Jean-Baptiste Delvaux (* 21. Oktober 1895 in Orp-le-Grand; † 24. August 1976 in Jodoigne) war ein belgischer Jurist, Journalist und Politiker.

## Juristische Laufbahn
Nach dem Rechtsstudium wurde Delvaux 1922 zum Doktor der Rechte promoviert. Danach war er als Rechtsanwalt in Löwen, später in Nivelles tätig. Nach seiner Rückkehr aus der Politik arbeitete er von 1946 bis 1949 erneut als Rechtsanwalt. Anschließend wurde er Richter, zunächst vom 4. Dezember 1952 bis zum 6. Oktober 1958 am EGKS-Gerichtshof, nach dessen Umbenennung dann vom 7. Oktober 1958 bis zum 8. Oktober 1967 am Europäischen Gerichtshof in Luxemburg.

## Öffentliche Ämter
1936 ging er in die Politik. Als Mitglied der Belgischen Katholischen Partei gehörte er bis 1946 der Abgeordnetenkammer, in der er das Arrondissement Nivelles vertrat. 1945 wurde er belgischer Landwirtschaftsminister. Nachdem er sich im Jahr darauf aus der Politik zurückgezogen hatte, nahm er mit seiner Berufung zum Präsidenten des Verwaltungsrats des Zwangsverwaltungsamtes im Jahr 1949 erneut ein öffentliches Amt an; er blieb dies bis 1953. Auch arbeitete er als Prüfer der belgischen Nationalbank sowie bis März 1953 als Geschäftsführer der Nationalen Gesellschaft für Kleinlandeigentum.

## Journalistische Tätigkeit
Journalistisch war Delvaux in den Jahren 1931 bis 1940 und 1944/45 tätig. Er schrieb für die Zeitungen Le Vingtième Siècle, Le Soir und La cité.

## Werke
- Belgian Agriculture, in: Annals of the American Academy of Political and Social Science, Vol. 247, Belgium in Transition (Sep., 1946), S. 142–147.
- La Cour de Justice de la C.E.C.A., Paris 1956.

| Personendaten    | Personendaten                               |
| ---------------- | ------------------------------------------- |
| NAME             | Delvaux, Louis                              |
| ALTERNATIVNAMEN  | Delvaux, Louis Jean-Baptiste                |
| KURZBESCHREIBUNG | belgischer Jurist, Journalist und Politiker |
| GEBURTSDATUM     | 21. Oktober 1895                            |
| GEBURTSORT       | Orp-le-Grand, Teilgemeinde von Orp-Jauche   |
| STERBEDATUM      | 24. August 1976                             |
| STERBEORT        | Jodoigne                                    |